# Katacycloclypeus
Katacycloclypeus es un género de foraminífero bentónico normalmente considerado un subgénero de Cycloclypeus, es decir, Cycloclypeus (Katacycloclypeus) de la familia Nummulitidae, de la superfamilia Nummulitoidea, del suborden Rotaliina y del orden Rotaliida. Su especie tipo es Cycloclypeus annulatus. Su rango cronoestratigráfico abarca desde el Serravalliense (Mioceno medio).

## Clasificación
Katacycloclypeus incluye a la siguiente especie:
- Katacycloclypeus annulatus †, también considerado como Cycloclypeus (Katacycloclypeus) annulatus † o como Cycloclypeus annulatus †